# Tunnel du Landy
Le tunnel du Landy, est un tunnel autoroutier d'une longueur de 1 357 mètres, construit en 1998 par couverture des premiers kilomètres de l’autoroute A1 entre la Porte de la Chapelle et le Stade de France à Saint-Denis, dans le département de la Seine-Saint-Denis (93). Avec une moyenne de 220 000 véhicules qui l’empruntent chaque jour, dont 17 000 poids lourds, c’est l’un des tunnels les plus fréquentés d’Europe.
Il est l’un des tunnels les plus importants du programme de modernisation des tunnels d'Île-de-France piloté par la direction régionale et interdépartementale de l'Équipement et de l'Aménagement d'Île-de-France (DRIEA-IF). Débutés en février 2010, les travaux s’y sont déroulés jusqu’à l’été 2012. Le montant total estimé est d’environ 58 millions d’euros, entièrement financés par l’État. La modernisation de ce tunnel a pour objectif de le rendre plus sûr en y installant des équipements de haute technologie qui permettront une plus grande réactivité en cas d’incident.

## Descriptif

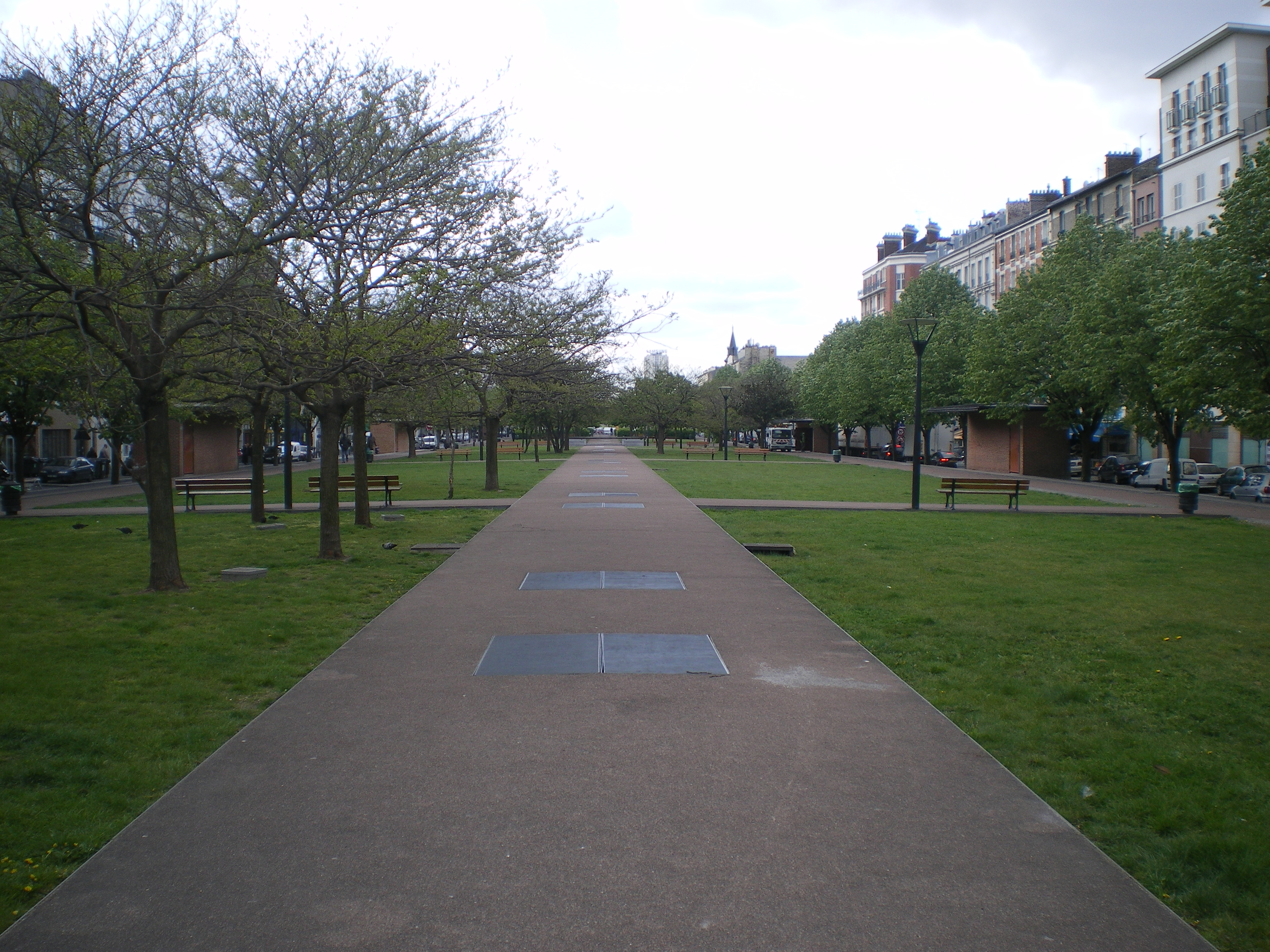
Allée de l'espace vert situé au-dessus du tunnel, parsemée de grilles d'aération.

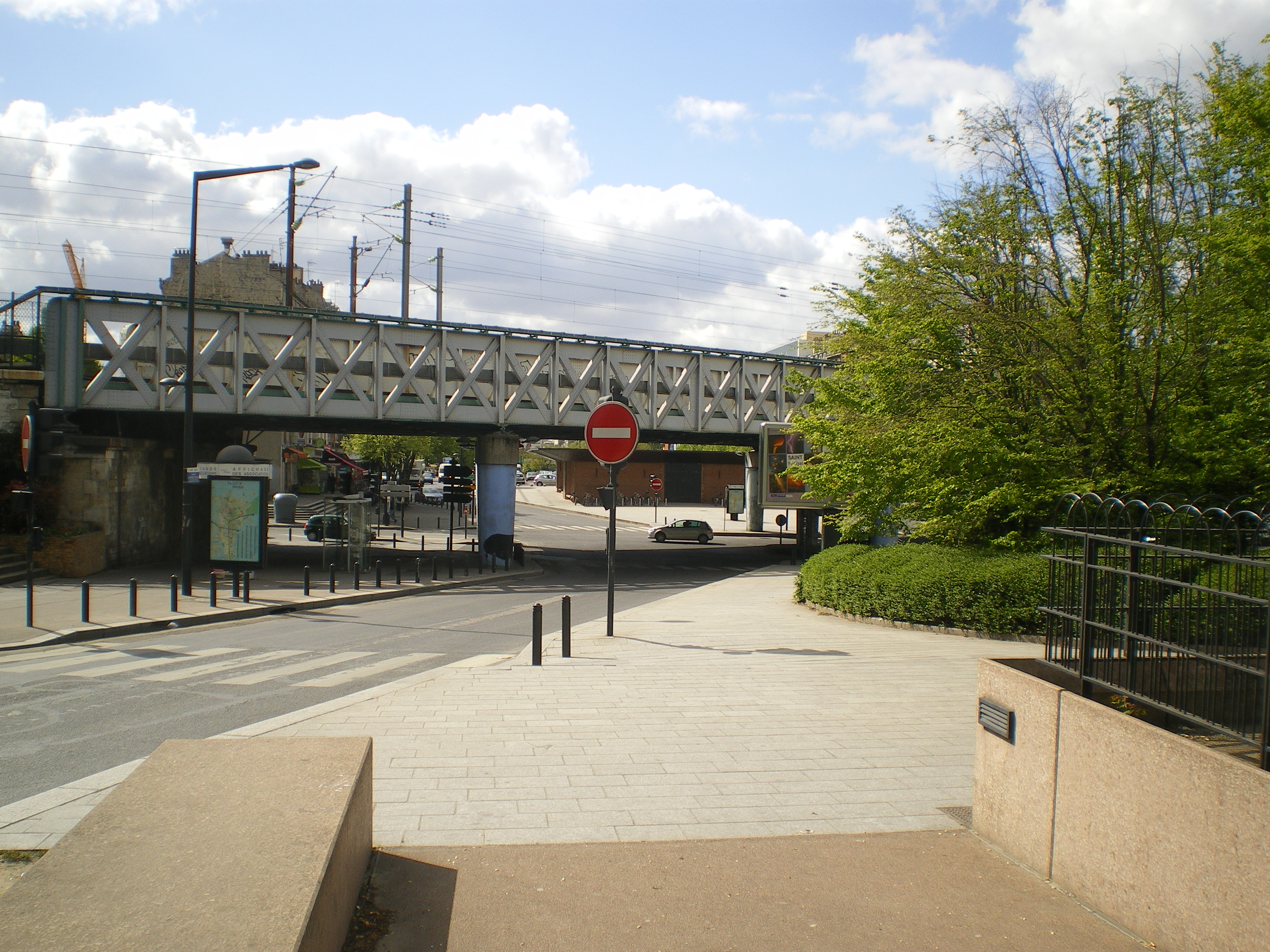
Viaduc du RER B situé au-dessus du tunnel.

Le tunnel, situé à Saint-Denis, permet à l'autoroute A1 de s'éloigner du boulevard périphérique de Paris sans couper le tissu urbain de la ville. Implanté sous l'ex-route nationale 1, il s'étire approximativement du boulevard périphérique à l'autoroute A86 que l'A1 croise sans échangeur. Il n'y a pas de sortie ou d'entrée d'autoroute sur son tracé. Il a permis de ne pas avoir à reconstruire le pont de la ligne de la Plaine à Hirson (RER B) en passant sous la chaussée de l'ex-route nationale 1.
Il traverse le quartier de La Plaine Saint-Denis, sur le territoire de Saint-Denis, et passe, sous la rue du Landy, à proximité du Stade de France et des gares Stade de France - Saint-Denis et La Plaine - Stade de France. Il est même à côté du bâtiment voyageurs de l'ancienne gare de la Plaine Saint-Denis qui a été déplacée et renommée à l'ouverture du Stade de France.
Des espaces verts et des aires de jeux pour les enfants sont aménagées au-dessus du tunnel.

## Historique
La construction de l'autoroute A1, dans les années 1960, est effectuée en tranchée pour des questions de coût, malgré les protestations des habitants qui regrettent que ce choix entraîne la destruction de l'avenue Wilson, artère principale de la Plaine-Saint-Denis et qui est à l'époque l'une des plus larges de France. Il faudra attendre 1998 et les travaux du Stade de France à l'occasion de la coupe du monde de football pour que l'autoroute soit couverte et l'avenue Wilson réhabilitée.
En octobre 2010, la multiplication des vols de câbles de cuivre entraîne de nombreux dysfonctionnements, comme des coupures d'éclairage, la mise hors service des panneaux à messages variables, ainsi que des caméras de surveillance, détecteurs incendie et ventilateurs de tunnels, avec d'importantes répercussions sur la sécurité.
Le 11 novembre 2010 en soirée, un véhicule en panne dans le tunnel du Landy provoque un incendie, entraînant un dégagement de fumée qui rend la visibilité quasi nulle. Les deux cents automobilistes coincés dans le tunnel sont évacués par précaution. Le sinistre est rapidement maîtrisé et les automobilistes peuvent regagner leurs véhicules. Le 3 février 2012, la circulation est à nouveau sur quatre voies dans le sens Lille→Paris.

### Travaux de modernisation 2010-2012

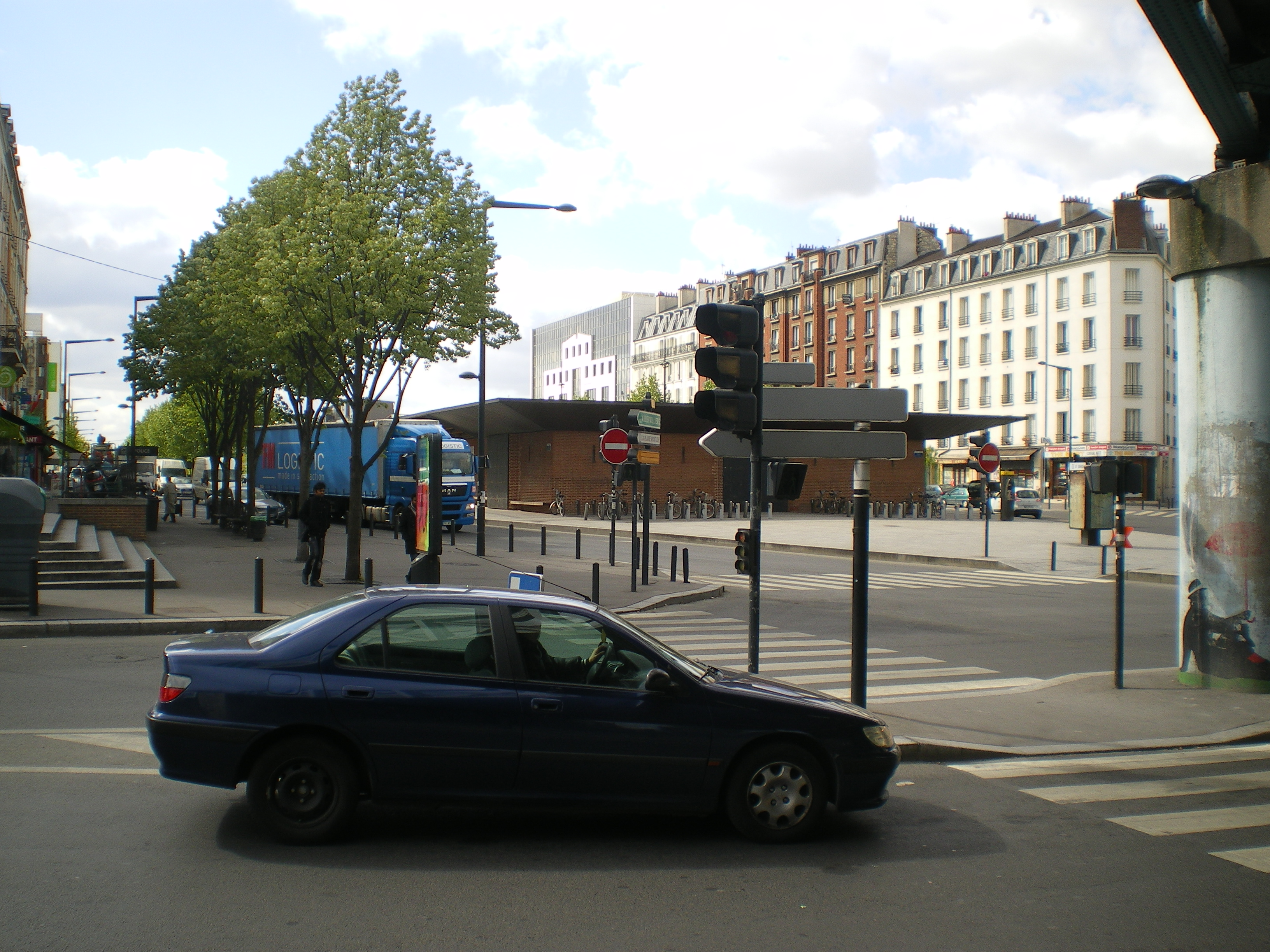
Bâtiment de ventilation du tunnel, en travaux en 2012.

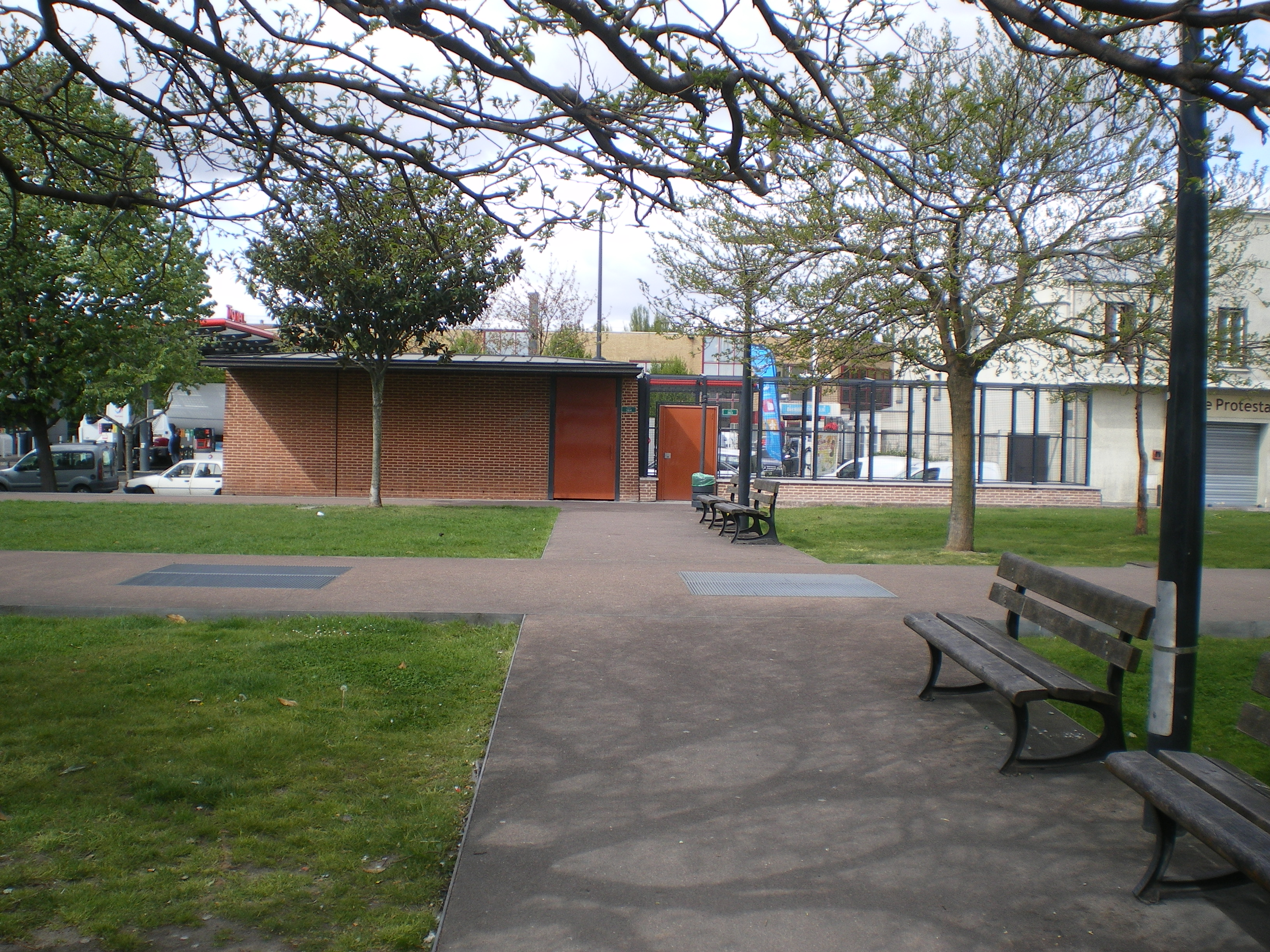
Issues de secours du tunnel.

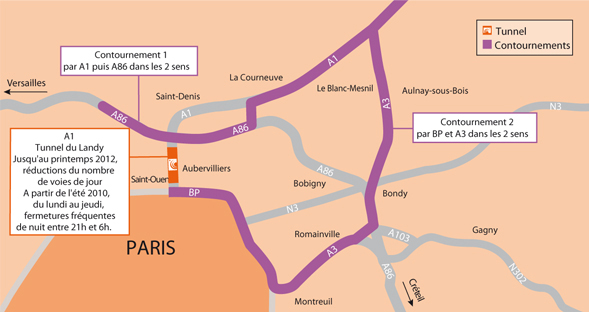
Itinéraires de contournement

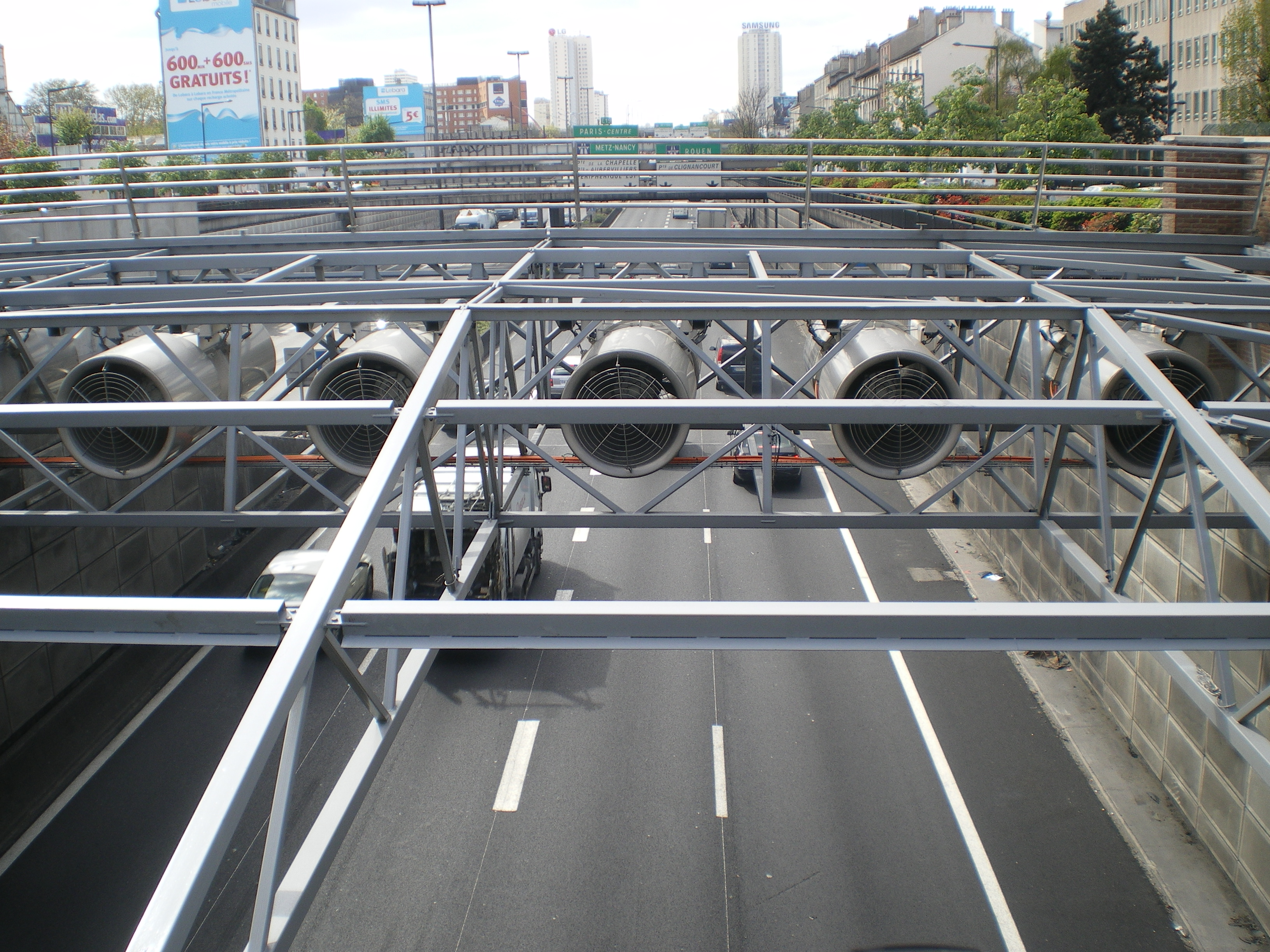
Ventilateurs installés au-dessus du portail sud du tunnel.

Les travaux du tunnel du Landy ont été réalisés dans le cadre du programme de modernisation des tunnels d'Île-de-France dont l’objectif est de renforcer la sécurité dans les 22 tunnels de la région.
Engagé fin 2008, le programme consiste en la mise en place des technologies innovantes pour optimiser le temps de détection d’incidents graves et les gérer au mieux. À la fin de ces travaux, les tunnels franciliens compteront parmi les plus modernes d’Europe et permettront d’assurer une sécurité accrue pour les 1,5 million d’usagers quotidiens.
Ce programme, d’une durée prévisionnelle de cinq ans, représente un investissement total de 800 millions d’euros. En 2009, le plan de relance, à hauteur de 85 millions d’euros, a permis d’accélérer les travaux.

#### Détail des aménagements
Pour se conformer aux nouvelles normes de sécurité, les travaux dans le tunnel du Landy sont programmés sur une période de deux ans et vont engendrer des aménagements à la fois à l’intérieur du tunnel et en surface :
À l’intérieur du tunnel, le programme prévoit :
- la création de dix issues de secours ;
- l'installation de quatre-vingt-une caméras « intelligentes » ;
- la remise à niveau de la ventilation pour faciliter l’évacuation des fumées en cas d’incendie ;
- l'installation de parois de protection au feu afin de consolider la structure ;
- la mise en place de trois barrières de fermeture télécommandées.

En surface, des sorties de secours ont été créées pour permettre une meilleure évacuation des usagers en cas d’incendie.

#### Trois phases de travaux
| Phase | Période                         | Actions à l’intérieur (Autoroute A1)                                                                | Actions à l’extérieur Avenue du Président-Wilson                         |
| ----- | ------------------------------- | --------------------------------------------------------------------------------------------------- | ------------------------------------------------------------------------ |
| 1     | de mi-février à mi-juillet 2011 | Création des nouvelles niches de sécurité et niches incendie Amélioration du système de ventilation | Création de nouvelles issues de secours                                  |
| 2     | de juillet 2011 à octobre 2011  | Amélioration du système de ventilation (suite)                                                      | Les travaux sont terminés et les installations de chantier sont retirées |
| 3     | de novembre 2011 à mai 2012     | Mise en place du dispositif de protection au feu des ouvrages                                       |                                                                          |

La première phase concerne la création de dix issues de secours, ainsi que de leurs sorties en surface. En cas d'incident dans le tunnel, les automobilistes seront ainsi toujours à moins de 75 m d’une issue de secours pour en sortir.
À l’intérieur du tunnel, toutes les issues sont équipées de signaux sonores et lumineux pour inciter les automobilistes à quitter leur véhicule (sirène d’alarme, signalisation lumineuse indiquant les issues de secours).
Le système de ventilation est également modernisé pour maîtriser les fumées en cas d’incendie et renforcer la résistance au feu des parois afin de garantir l’intégrité de l’ouvrage en cas d’incendie. Parallèlement à ces travaux, les transmissions radio sont revues pour une meilleure transmission des informations à l’intérieur du tunnel, et les réseaux de télécommunication avec les Postes de commandements (PC) sont renforcés. La « gestion technique centralisée » installée au sein des PC permet aux « opérateurs sécurité trafic » (OST), d’être informés en temps réel des incidents graves dans les tunnels et de réagir de façon optimale en fonction de la gravité de chaque situation.

#### Dispositions prises pour minimiser la gêne
Le tunnel du Landy, emblématique par sa taille, sa densité de trafic et son potentiel de nuisance pour la circulation et les riverains, est un chantier pilote pour le programme de modernisation des tunnels d'Île-de-France.

#### Fermetures de nuit et itinéraires de contournement
Pour cette raison, des mesures ont été prises afin de minimiser les perturbations potentielles pour les automobilistes pendant la durée des travaux :
- en favorisant des fermetures nocturnes ;
- en réduisant le nombre de voies de circulation plutôt qu’en fermant totalement le tunnel ;
- en coordonnant les travaux avec les autres grands chantiers franciliens (groupe de travail avec le Conseil régional, les Conseils généraux et le Syndicat des transports d'Île-de-France (STIF).

#### Dispositif de communication
Pour accompagner ces travaux, la DRIEA-IF a renforcé son dispositif de communication afin de présenter les objectifs des travaux, d'informer les automobilistes et les riverains sur l’évolution du chantier, et de mettre à disposition de tous les utilisateurs des itinéraires de contournement.
Ainsi, à destination des riverains, des panneaux d’information sont installés aux abords des chantiers qui donnent des explications complètes sur la nature des travaux et leur durée.
Pour les usagers du tunnel, des panneaux d’information au format 4 m x 3 m sont installés qui avertissent en amont des perturbations potentielles qui peuvent avoir lieu à cause des travaux sur l’A1.
De même, un espace internet « www.tunnels-idf.fr/landy » a été créé, afin d’informer les internautes sur l’actualité des travaux dans le tunnel.
Enfin, la DRIEA-IF, Plaine-Commune et la mairie de Saint-Denis ont travaillé ensemble pour assurer une communication de proximité auprès des riverains et du secteur économique, touchés par les travaux. Près de 45 000 dépliants ont été distribués dans les boîtes aux lettres des riverains de Saint-Denis et de Plaine-Commune.

### Travaux de 2023
En août 2023, le tunnel est fermé environ deux semaines pour lancer la rénovation intégrale de l'éclairage : les 2 000 points d'éclairage au sodium d'origine sont remplacés par 800 nouveaux éclairages LED, à la fois plus faciles à régler et plus économes.

## Sécurité
La localisation particulière du tunnel, et les nombreux embouteillages qui s'y produisent font de ses usages la cible fréquente de carjacking,,,,,.